# Alsleben
 (août 2024).
Si vous disposez d'ouvrages ou d'articles de référence ou si vous connaissez des sites web de qualité traitant du thème abordé ici, merci de compléter l'article en donnant les références utiles à sa vérifiabilité et en les liant à la section « Notes et références ».
Alsleben est une ville située au nord-est de l'Allemagne, sur la rive ouest de la rivière Saale, un affluent de l'Elbe. Cette petite agglomération de 2510 habitants s'est développée dans une vallée bordée à l'ouest par le massif du Harz et au nord par la champagne de Magdebourg, à proximité immédiate d'un espace naturel protégé, le parc naturel de la basse-vallée de la Saale.
Alsleben fait partie de l'arrondissement du Salzland, dans le land de Saxe-Anhalt.
Établie à l'origine afin de limiter l'avance des Sorabes, la bourgade devient à partir du Xe siècle le siège d'un comté, mais n'acquiert le statut de ville qu'au XIIe siècle.

## Personnalités
- Fritz Schaper (1841-1919), sculpteur[1].
- Johann Friedrich Ahlfeld (1843-1929), gynécologue et obstétricien.